# Старий Новий рік
Стари́й Нови́й рік — Новий рік за юліанським календарем («старим стилем»). В XX і XXI століттях припадає на опівніч між 13 і 14 січня за григоріанським календарем («новим стилем»). Після переходу на новий стиль Старий Новий рік продовжують традиційно неофіційно відзначати в країнах пострадянського простору.
Перехід на григоріанський календар в Російській радянській республіці відбувся 24 січня 1918 року, а в Українській Народній Республіці 25 лютого 1918 року.
Східні християнські церкви, що користуються юліанським календарем, 1 (14) січня відзначають День святого Василя та Обрізання Господнє. Інші східні християнські церкви відзначають ці свята 1 січня, на Новий рік.

## У світі

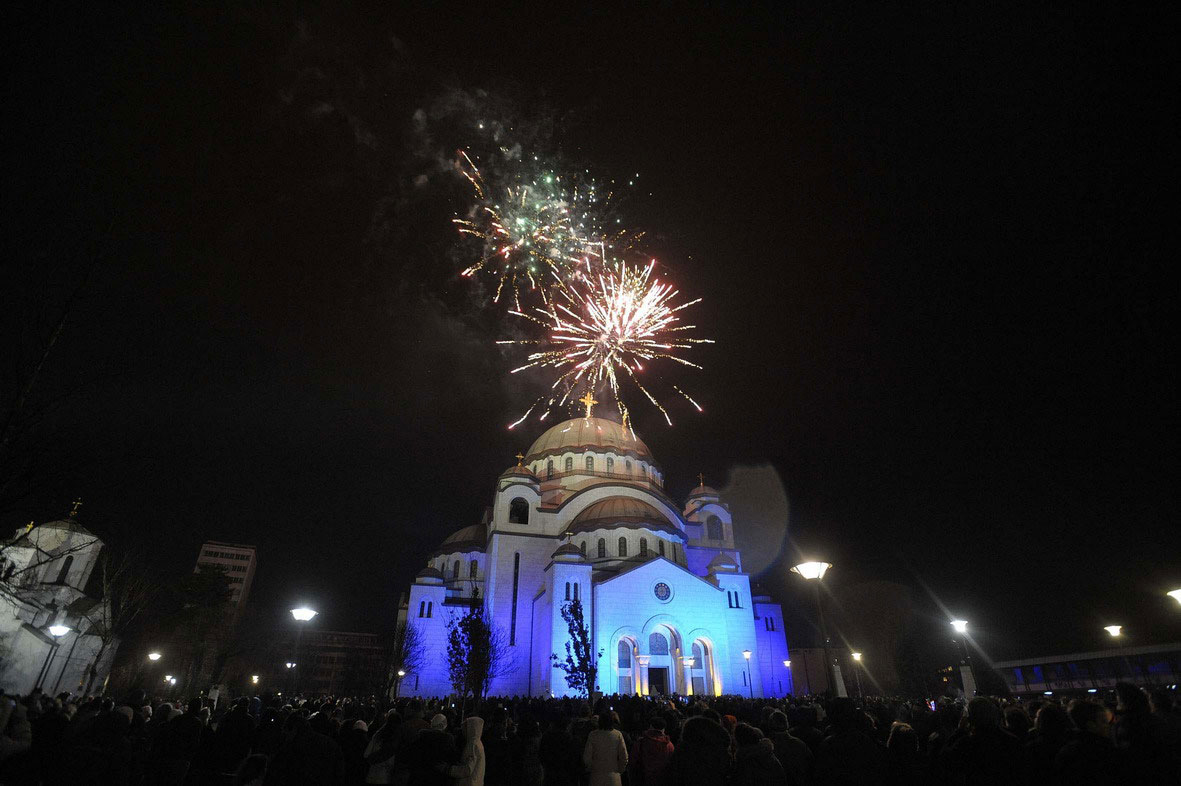
Святкування старого Нового року в Белграді, Сербія. Храм Святого Сави.

Традиція святкування зберігається на пострадянському просторі у Росії, Білорусі, Грузії та в країнах колишньої Югославії: у Боснії та Герцеговині, Північній Македонії, Чорногорії, Сербії, а також у Швейцарії. Російська, Грузинська, Сербська православна церкви та Православна церква Македонії продовжують святкувати відповідно до Юліанського календаря.

### Колишня Югославія
Традиція зустрічати Старий Новий рік збереглася в Сербії і Чорногорії. Серби називають це свято "Сербським Новим роком". Старий Новий рік відзначається і в Північній Македонії. У Республіці Сербській (частині Боснії і Герцеговини) 14 січня оголошено неробочим днем.

### Швейцарія
Старий Новий рік за юліанським календарем (старий день св. Сильвестра, нім. Alter Silvester) відзначають також у деяких німецькомовних кантонах Швейцарії. На відміну від України, це сліди не церковного, а народного неприйняття переходу на григоріанський календар (цей перехід у протестантській Швейцарії відбувався у XVII-XVIII століттях).

### Алжир,Марокко,Туніс
Бербери традиційно відзначають новий рік за так званим «берберським календарем», який являє собою ніщо інше, як юліанський календар з незначними відмінностями. Зважаючи на накопичені помилки, в Алжирі берберський Новий рік відзначається 12 січня, а не 14. Указом президента Алжиру 27 грудня 2017 року 12 січня оголошено вихідним днем.
У 2023 році берберський новий рік включено до числа офіційних вихідних королівства Марокко. Свято відзначається у згоді з юліанським календарем і припадає на 14 січня за григоріанським.

### Японія
Японський Старий Новий рік (яп. 旧正月, кю:сьо:гацу) — свято "ріссюн" (яп. 立春), початок весни (також початок китайського сільськогосподарського календаря).

### Уельс

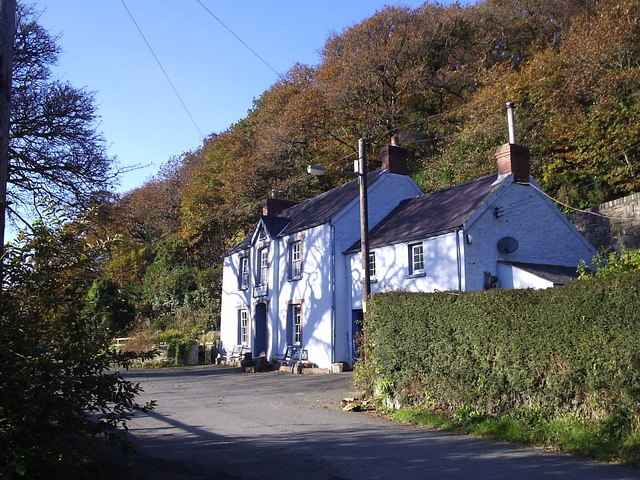
Dyffryn Arms, Pontfaen, Уельс і далі проводить святкування Старого Нового року.

Ще до того, як Закон про календар 1750 року офіційно запровадив новий стиль в Англії та Уельсі, більшість громад в Уельс здавна вважали 1 січня "Dydd Calan" (укр. Новий рік). Таким чином, безлад, що стався в Англії, не був таким помітним в Уельсі, і традиційний Новий рік, відомий як "Hen Galan" (укр. Старий Новий рік) продовжував існувати як неофіційне свято. Сьогодні святкування Hen Galan включають обряд сірого коня (Марі Ллвид), виготовлення яблучних амулетів під назвою "perllan" та збирання "calennig", при цьому найвідоміші святкування Hen Galan проводяться в Каудбріджі, Абериствіт і особливо в містечку Cwm Gwaun. У Cwm Gwaun збирання calennig є важливою частиною святкувань. Місцеві діти звільняються від початкової школи, щоб подорожувати від будинку до будинку, співаючи традиційні валійські пісні. Натомість господарі спочатку давали дітям їжу, щоб допомогти пережити зимові місяці, але в останні роки діти отримують солодощі та гроші. Мешканці, які не вітали і не винагороджували відвідувачів, вважалися такими, що отримають "llond y tŷ o fwg" (укр. будинок, повний диму), що означає рік невдачі. Урочистості також проводяться напередодні Hen Galan, при цьому пам'ятка архітектури II ступеня Dyffryn Arms (відома місцевим як Бессі) є центром місцевих святкувань.